# Preki
Preki, właśc. Predrag Radosavljević (ser. Предраг Радосављевић, ur. 24 czerwca 1963 w Belgradzie) – amerykański piłkarz pochodzenia serbskiego grający na pozycji lewego pomocnika.

## Kariera klubowa
Preki pochodzi z Belgradu, a piłkarską karierę rozpoczął w klubie FK Crvena zvezda. W sezonie 1982/1983 zadebiutował w jego barwach w pierwszej lidze. Nie był jednak podstawowym zawodnikiem „Czerwonej Gwiazdy” i przez trzy sezony rozegrał zaledwie dwa spotkania w rozgrywkach ligowych. W 1985 roku wyjechał do Stanów Zjednoczonych. Został piłkarzem Tacoma Stars, zespołu grającego w lidze futsalu. Tam występował do 1991 roku, a następnie na rok trafił do St. Louis Storm, gdzie grał przez jeden sezon.
Latem 1992 roku Preki wrócił do Europy i ponownie przerzucił się z futsalu na piłkę nożną. Podpisał kontrakt z zespołem angielskiej Premier League, Evertonem z Liverpoolu. W Evertonie zdobył 3 gole, a swojego pierwszego uzyskał w kwietniu 1993, w spotkaniu z Middlesbrough F.C., wygranym przez „The Toffies” 2:1. Kolejne dwa zdobył w spotkaniach z Queens Park Rangers i Manchesterem City. W sezonie 1993/1994 zdobył tylko jedną bramkę w Premiership (w meczu z Oldham Athletic), a latem odszedł z zespołu. Trafił do grającego w Division One, Portsmouth F.C. W „The Pompeys” występował przez jeden sezon, w którym zdobył 10 bramek.
W 1995 roku Radosavljević powrócił do Stanów Zjednoczonych. Przez rok grał w futsalowym zespole o nazwie San Jose Grizzlies by w 1996 roku trafić do Major League Soccer, do drużyny Kansas City Wizards. W zespole Wizards stał się jednym z czołowych strzelców. W swoim pierwszym sezonie zdobył 18 goli, a w kolejnych dwóch zaliczał 12 i 10 trafień. W 1997 roku przyznano mu nagrodę MVP sezonu w MLS. W tamtym roku wygrał także nagrodę Złotego Buta MLS, dla najlepiej punktującego gracza w lidze (Preki zdobył 41 punktów). W 2000 roku wywalczył wraz z Kansas mistrzostwo Major League Soccer. W 2001 roku trafił do Miami Fusion, ale spędził tam tylko rok. W 2002 roku poprzez MLS Dispersal Draft powrócił do Kansas i grał tam do końca swojej kariery. W 2003 roku ponownie zdobył nagrodę MVP i Złotego Buta stając się jedynym piłkarzem w historii ligi, który tego dokonał. W 2004 roku sięgnął po Open Cup. Piłkarską karierę zakończył w 2005 roku i liczył sobie wówczas 42 lata. W całej karierze spędzonej w Major League Soccer zdobył 79 bramek i zaliczył 112 asyst, a w fazie play-off jego dorobek wynosi 10 bramek i 5 asyst.
| Sezon     | Klub                | Kraj              | Rozgrywki           | Mecze | Bramki |
| --------- | ------------------- | ----------------- | ------------------- | ----- | ------ |
| 1982/83   | FK Crvena zvezda    | Jugosławia        | 1. liga             | 1     | 0      |
| 1983/84   | FK Crvena zvezda    | Jugosławia        | 1. liga             | 0     | 0      |
| 1984/85   | FK Crvena zvezda    | Jugosławia        | 1. liga             | 1     | 0      |
| 1985–1991 | Tacoma Stars        | Stany Zjednoczone | futsal              | ?     | ?      |
| 1991/92   | St. Louis Storm     | Stany Zjednoczone | futsal              | ?     | ?      |
| 1992/93   | Everton F.C.        | Anglia            | Premier League      | 23    | 3      |
| 1993/94   | Everton F.C.        | Anglia            | Premier League      | 23    | 1      |
| 1994/95   | Portsmouth F.C.     | Anglia            | Division One        | 30    | 10     |
| 1995      | San Jose Grizzlies  | Stany Zjednoczone | futsal              | ?     | ?      |
| 1996      | Kansas City Wizards | Stany Zjednoczone | Major League Soccer | 32    | 18     |
| 1997      | Kansas City Wizards | Stany Zjednoczone | Major League Soccer | 27    | 12     |
| 1998      | Kansas City Wizards | Stany Zjednoczone | Major League Soccer | 25    | 10     |
| 1999      | Kansas City Wizards | Stany Zjednoczone | Major League Soccer | 30    | 7      |
| 2000      | Kansas City Wizards | Stany Zjednoczone | Major League Soccer | 39    | 4      |
| 2001      | Miami Fusion        | Stany Zjednoczone | Major League Soccer | 24    | 8      |
| 2002      | Kansas City Wizards | Stany Zjednoczone | Major League Soccer | 25    | 7      |
| 2003      | Kansas City Wizards | Stany Zjednoczone | Major League Soccer | 30    | 12     |
| 2004      | Kansas City Wizards | Stany Zjednoczone | Major League Soccer | 2     | 0      |
| 2005      | Kansas City Wizards | Stany Zjednoczone | Major League Soccer | 16    | 2      |

## Kariera reprezentacyjna
W 1996 roku Preki otrzymał obywatelstwo Stanów Zjednoczonych. 3 listopada tamtego roku zadebiutował w reprezentacji Stanów Zjednoczonych w wygranym 2:0 domowym spotkaniu z Gwatemali. W 1998 roku został powołany przez Steve’a Sampsona do kadry na Mistrzostwa Świata we Francji. Tam Predrag zaliczył dwa spotkania: z Iranem (1:2) oraz z Jugosławią (0:1). Mecz z Jugosławią był jego ostatnim w drużynie narodowej, w której łącznie wystąpił 28 razy i zdobył 4 gole.

## Kariera trenerska
W 2007 roku Preki został pierwszym trenerem zespołu Major League Soccer, Chivas USA. Na tym stanowisku zastąpił Boba Bradleya, który został selekcjonerem reprezentacji Stanów Zjednoczonych.